# Attentato all'Hotel Pera Palas
L'attentato all'Hotel Pera Palas è stato un attentato terroristico avvenuto l'11 marzo 1941 nell'omonimo hotel di Istanbul. Alle ore 21:35, una valigia contenente una bomba ad orologeria scoppiò all'interno dell'albergo, causando 6 morti, 25 feriti e provocando anche un aborto. La valigia si trovava tra i bagagli della delegazione diplomatica britannica, arrivata lo stesso giorno da Sofia, e fu apparentemente infiltrata da agenti bulgari sotto ordine delle forze naziste, a seguito dell'entrata della Bulgaria tra le potenze dell'Asse. 

## Contesto storico

### Contesto internazionale
Alla fine del 1940, le ripercussioni della campagna italiana di Grecia spostarono l'attenzione della Wehrmacht verso i paesi balcanici. Il piano iniziale della Germania consisteva nell'impedire qualsiasi contatto tra la Gran Bretagna e le sue postazioni nelle colonie del Mediterraneo, tra le quali Creta e Gibilterra. L'intervento della British Royal Air Force, atterrata a Creta il 6 novembre 1940 per dare supporto alla Grecia contro l'aggressione italiana, spinse invece la Germania nazista ad intervenire direttamente nella regione. La decisione non fu presa solamente per affrontare la minaccia britannica. Ad Est dei Balcani, l'Unione Sovietica stava cercando di mantenere una propria zona di sicurezza per proteggere gli stretti del Mar Nero. Per far ciò, era necessaria la firma di un patto di mutua assistenza tra l'Unione Sovietica e la Bulgaria. Nonostante la Germania avesse riconosciuto i Balcani come zona d'influenza sovietica nel Patto Molotov-Ribbentrop, la volontà da parte dell'Unione Sovietica di installare nuove basi militari nel paese balcanico avrebbe intralciato i piani della potenza nazista. Secondo questi, i Balcani sarebbero serviti come una risorsa economica nel progetto per il Nuovo Ordine mondiale. Inoltre, era necessario mantenere l'accesso alla Bulgaria, tramite la quale le forze tedesche avrebbero potuto raggiungere ed attaccare la Grecia. 

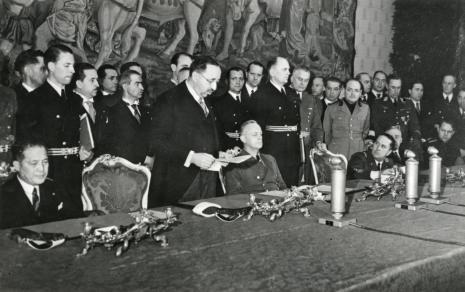
Il primo ministro bulgaro Bogdan Filov annuncia l'entrata della Bulgaria nel Patto Tripartito.

Fu così che il 27 febbraio 1941 Hitler ordinò alle sue forze militari di stanza in Romania di passare il Danubio ed entrare in Bulgaria. Da lì avrebbero potuto mettere in atto l'Operazione Marita per l'invasione della Grecia, prevista per il primo marzo 1941. Invasa la Grecia, si sarebbero poi mossi verso l'Unione Sovietica. La Bulgaria si ritrovò fra tre fuochi. Da una parte, la Germania nazista pretendeva la firma del Patto Tripartito, minacciando di invadere il paese se la Bulgaria non avesse permesso il passaggio verso la linea Metaxas. Dall'altra, l'Unione Sovietica premeva ancora per il precedente patto di mutua assistenza, che avrebbe permesso all'Armata Rossa di entrare nel paese e contrastare l'avanzata nazista. Infine, la Gran Bretagna minacciava un attacco militare nel caso la Bulgaria avesse deciso di collaborare con i tedeschi. Il governo bulgaro decise che fra le tre potenze quella più pericolosa era la Germania nazista, lasciò quindi entrare le truppe tedesche a Sofia il primo marzo 1941. Gli agenti stranieri che al tempo risiedevano nella capitale bulgara dovettero uscire velocemente dal paese. Il ritorno tramite la rotta balcanica era impossibile, i nazisti controllavano già gran parte della penisola e avrebbero facilmente impedito il loro passaggio. Rimaneva solo una città dove potersi rifugiare, un luogo ancora neutrale e collegato al resto d'Europa, Istanbul.

### L'Hotel Pera Palas durante la Seconda guerra mondiale

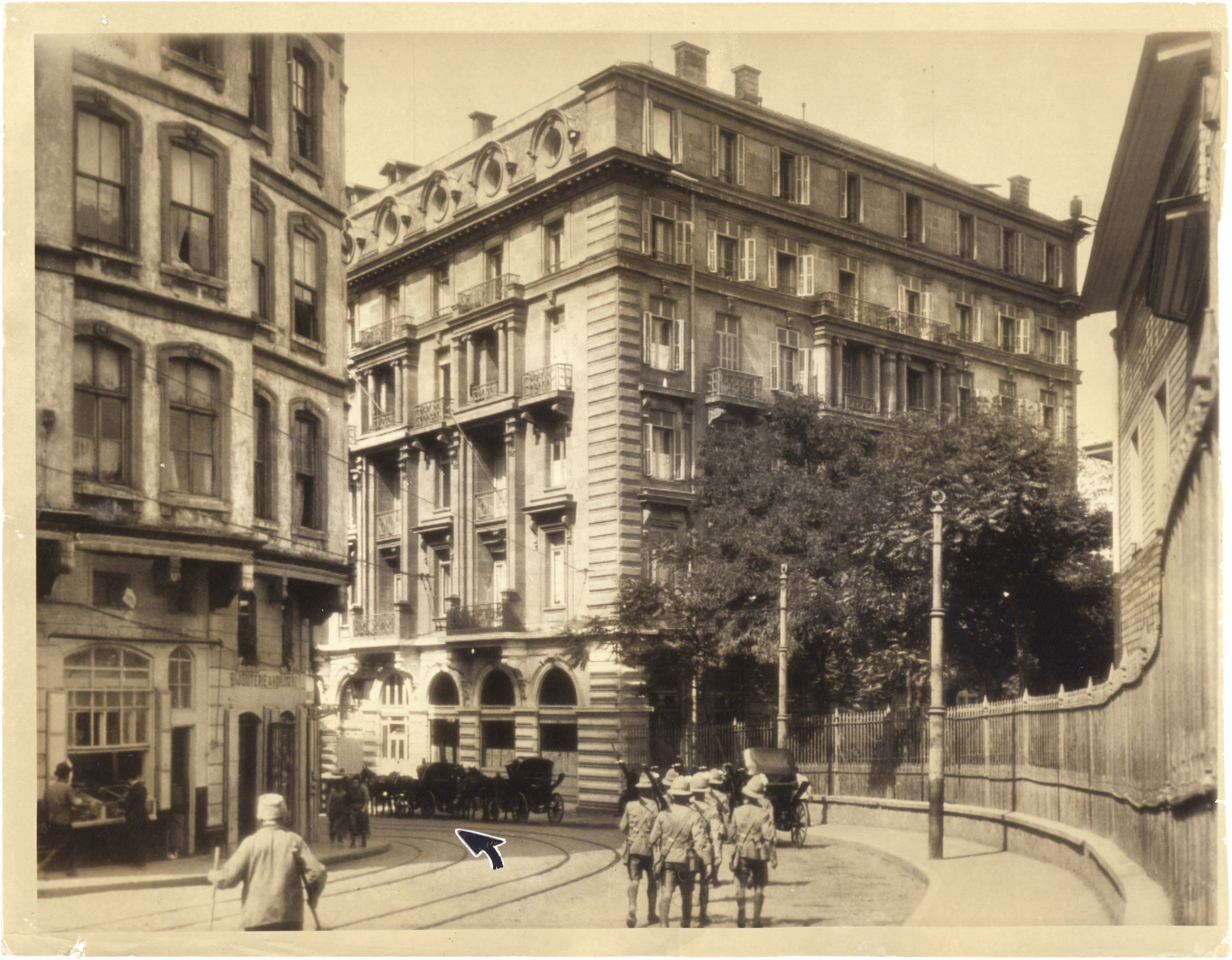
L'Hotel Pera Palas nel 1941.

L'Hotel Pera Palas fu costruito nel 1892 dalla società Wagons-Lits nel quartiere di Pera ad Istanbul, oggi chiamato Beyoğlu. L'albergo serviva come residenza per i passeggeri dell'Orient Express, era infatti stato progettato in stile europeo, con tutti i comfort adeguati ad una clientela di alto livello. Durante la Seconda guerra mondiale, l'albergo, era proprietà di uomo d'affari di Beirut chiamato Misbah Muhayyeş, era diventato un punto strategico per la raccolta di informazioni da parte di agenti stranieri, appartenenti sia alle potenze dell'Asse che a quelle alleate. Istanbul era il luogo perfetto per lo spionaggio, sia per la sua posizione geografica tra Europa e Medio Oriente, sia per la sua posizione neutrale durante quasi tutto il conflitto. Pera, un quartiere storicamente europeo, era il punto focale di queste operazioni. Ad ovest, nel distretto di Tepebaşı, oltre all'Hotel Pera Palas si trovavano l'ambasciata americana e quella britannica; ad est, vicino a Piazza Taksim, quella tedesca. Il quartiere era inoltre abitato da una popolazione ebraica molto numerosa. Questo fu uno dei motivi per cui l'albergo diventò la sede turca dell'Agenzia ebraica, che lavorava per facilitare l'emigrazione degli ebrei dell'Est Europa verso la Palestina.

## Attentato
A seguito dell'entrata delle forze naziste a Sofia, la delegazione diplomatica britannica decise di lasciare la città la mattina dell'11 marzo 1941, con un treno privato fornito dal re Boris III di Bulgaria. Fra i bagagli caricati sul treno, che erano rimasti per lungo tempo incustoditi, si trovavano due valigie senza proprietario. I bagagli furono notati da due dipendenti dell'ambasciata britannica, Stanley Embury e David De Bethel. Embury e De Bethel, nonostante avessero aperto le valigie per controllarne il contenuto, non si resero conto di trovarsi davanti a due bombe e decisero di lasciarle al loro posto. 

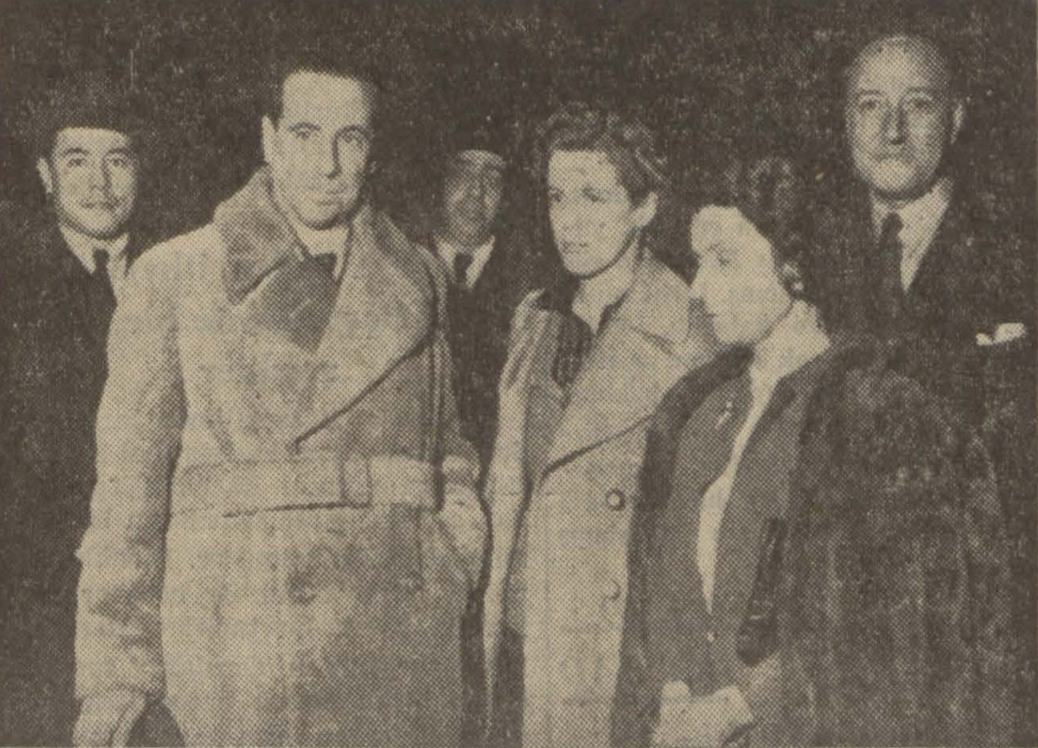
L'ambasciatore britannico George Rendel (secondo da sinistra) con la famiglia alla stazione Sirkeci di Istanbul.

La delegazione britannica, con a capo l'ambasciatore George Rendel, arrivò alle ore 18:00 alla stazione ferroviaria di Sirkeci, Istanbul. Insieme al resto della delegazione, composta da circa 70 membri, e alla sua famiglia, Rendel fu accolto dai rappresentanti dei governi in esilio di Polonia, Paesi Bassi e Belgio, dall'ambasciatore belga e dalla stampa turca. A quest'ultima Rendel comunicò di essere ad Istanbul solo di passaggio, dopo un paio di giorni sarebbe infatti partito per Ankara e da lì sarebbe poi tornato in Inghilterra. Dopo la conferenza stampa, la delegazione si avviò verso l'Hotel Pera Palas, arrivando per le ore 21:15. Con loro arrivò anche Embury, che aveva deciso di portare con sé la più piccola delle due valigie, pensando che il proprietario l'avrebbe in seguito reclamata. Una parte dei diplomatici decise invece di soggiornare in un hotel vicino, l'Hotel Alp, nello stesso distretto di Tepebaşı. In questo gruppo si trovava De Bethel, che portava insieme ai suoi bagagli la seconda valigia. 

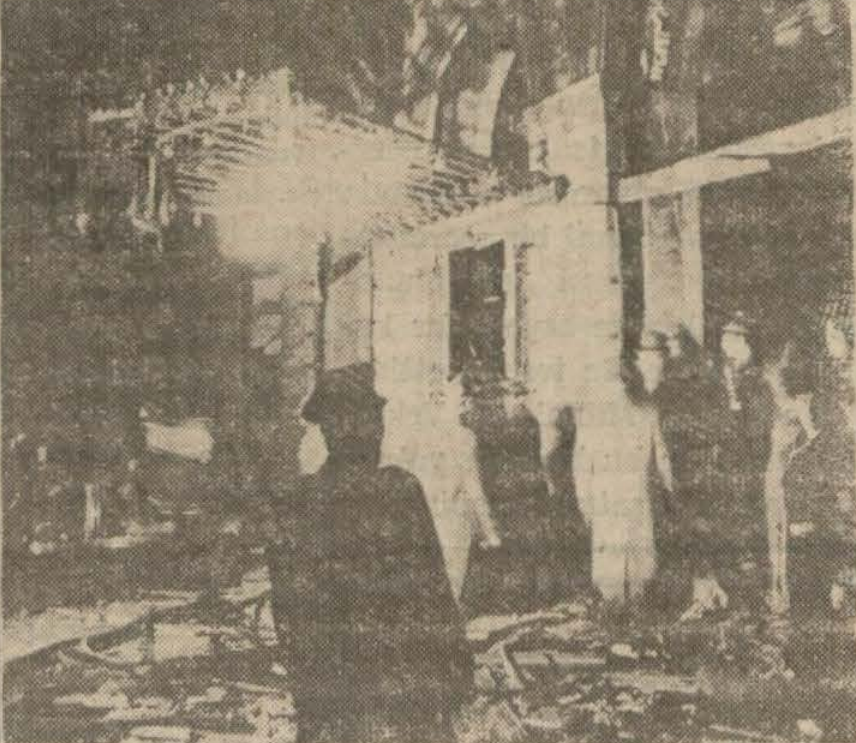
Interno dell'Hotel Pera Palas dopo l'esplosione.

Una volta arrivati in albergo, alcuni dei membri della delegazione si fermarono all'Orient Bar, mentre le loro valigie venivano portate nelle rispettive stanze. La valigia senza nome, portata da Embury, rimase l'unica ancora nella hall. Alle ore 21:35 si udì un tuono e un lampo illuminò la sala principale. Improvvisamente, i mobili e le mura dell'albergo andarono in mille pezzi, l'ascensore crollò e la parte centrale del pavimento della hall sprofondò al piano inferiore. L'ordigno nella valigia era esploso ed aveva provocato enormi danni all'edificio, oltre ad uccidere 6 persone, ferirne 25 e provocare l'aborto della signora McDermott, un membro della delegazione. Non solo l'albergo, ma anche gli edifici vicini subirono numerosi danni. La deflagrazione causò feriti anche per strada, inclusi i passeggeri di un tram che stava attraversando Tepebaşı. Nello scompiglio generale, De Bethel si ricordò delle due valigie senza nome e corse a prendere la seconda, che si trovava ancora nella sua stanza all'Hotel Alp. Una volta presa la valigia, la portò in strada e la gettò con violenza per terra, un intervento che si rivelò fondamentale. Infatti, anche in questa valigia fu trovata una bomba ad orologeria, che era stata però resa non funzionante dall'impatto col terreno.

### Vittime

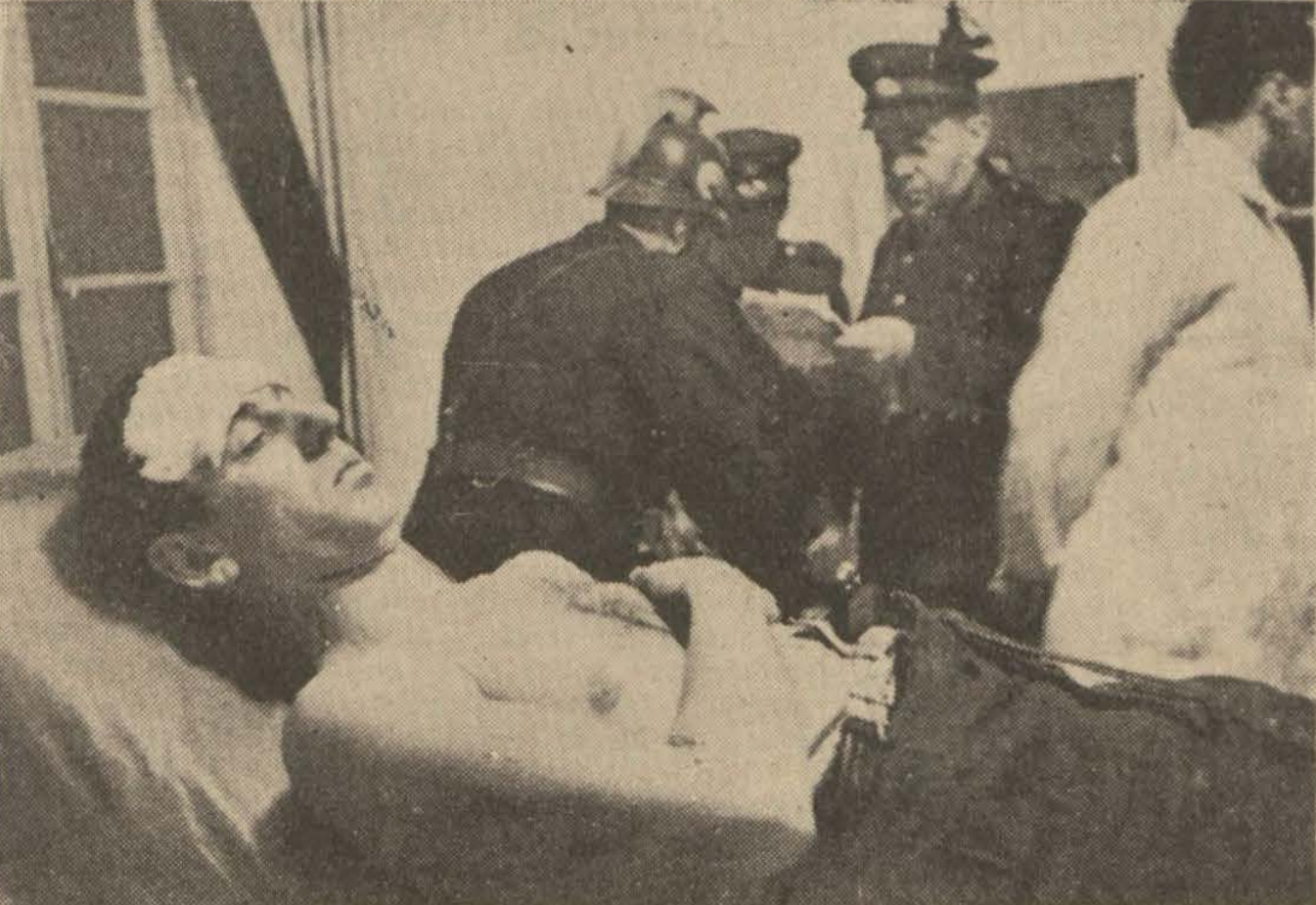
Una vittima dell'attentato.

#### Morti
- Gertrude Ellis, dattilografa, dipendente dell'ambasciata britannica
- Therese Armstrong, dattilografa, dipendente dell'ambasciata britannica
- Mahmut Ardıç, poliziotto, probabilmente membro della polizia segreta turca (Emniyet)
- Reşat Mutlugün, poliziotto, probabilmente membro della polizia segreta turca (Emniyet)[13]
- Şükrü Cafer, autista
- Hüseyin figlio di Mehmet, addetto al controllo dei passaporti all'Hotel Pera Palas

#### Feriti
- Mıson Perez, portiere
- Hüseyin Haneder, guardiano notturno
- Alber Sılnaz, guardiano notturno
- Avram figlio di Samuel, portiere all'Hotel Pera Palas
- Hüseyin figlio di Süleyman, guardia all'Hotel Pera Palas
- İsmail Türmen, luogotenente
- Muiz figlio di Mayer, portiere all'Hotel Pera Palas
- Koço, autista all'Hotel Pera Palas
- Kostantin, autista all'Hotel Pera Palas
- Şapel Erneeseyin, telefonista all'Hotel Pera Palas
- Sami figlio di Hassan, assistente autista
- Kosta, addetto ai cittadini greci all'Hotel Pera Palas
- David De Bethel, impiegato dell'ambasciata britannica addetto ai codici[9]
- Chantry Hamilton Page, viceconsole britannico[14]
- Şalom Ferhi figlio di Mordahay
- Talat figlio di Şevket
- Süleyman Altabeb
- Jack Altabeb
- Sig. Lambert
- Sig. A. J. Bell
- Sig. Burt Andrews
- Rev. Chalmer Bell
- Sig. A. Oakley
- Sig. Paton
- Sig.na Stern[15]

## Conseguenze

### Indagini
Fin da subito fu chiaro che l'attentato non era avvenuto per mano turca. Era evidente che le bombe erano state messe nelle valigie per colpire la delegazione britannica e non l'albergo. Infatti, molto probabilmente esse sarebbero dovute esplodere sul treno prima dell'arrivo a Istanbul. Pochi giorni più tardi, la Corte di giustizia turca avviò le indagini per meglio comprendere le dinamiche dell'attentato. Chiamò a testimoniare tre membri dell'ambasciata britannica di Sofia, Victor Altaleb, Paul Fracke e Nicholos Xerri, che però furono richiamati immediatamente dal governo britannico. Nel frattempo, il 10 aprile 1941, il procuratore aggiunto di Istanbul chiarì la posizione della Turchia nei confronti dell'evento e rimarcò l'estraneità del suo paese all'attentato:
«Essendo giunti alla conclusione che quanto accaduto [...] risulta essere un attentato contro il personale della Legazione britannica, preparato a Sofia da un'organizzazione tedesca o bulgara o altra organizzazione affine, e non essendovi alcuna prova che testimoni che tale attentato sia stato organizzato e preparato all'interno dei confini turchi e da persone o organizzazioni residenti in Turchia, il nostro Ufficio ha deciso non esservi adito a intraprendere azioni legali contro nessuno».
L'anno seguente, il 27 settembre 1942, il governo britannico affermò che non c'era motivo di continuare le indagini perché al tempo non si potevano ottenere i documenti necessari a far luce sulla questione. Fino a che la Germania e la Bulgaria non avessero inviato nuove prove, l'inchiesta non si sarebbe potuta concludere, una posizione sostenuta anche dal procuratore distrettuale turco Orhan Tığrak. Nonostante non si fosse trovato un colpevole, il governo britannico si assunse la responsabilità di risarcire i feriti e le famiglie delle vittime. Il 16 novembre 1941 il consolato britannico di Ankara dichiarò che un risarcimento di 5000 sterline sarebbe stato suddiviso fra le persone che erano state colpite dall'attentato. Oltre a questa somma, l'ambasciatore George Rendel donò altre 1000 sterline. Nel 1948, il governo turco cercò di riaprire le indagini. Queste però non ebbero esito positivo poiché i testimoni britannici, tra cui Rendel, si rifiutarono di partecipare all'udienza prevista per l'8 luglio dello stesso anno. 

### L'Hotel Pera Palas dopo l'attentato

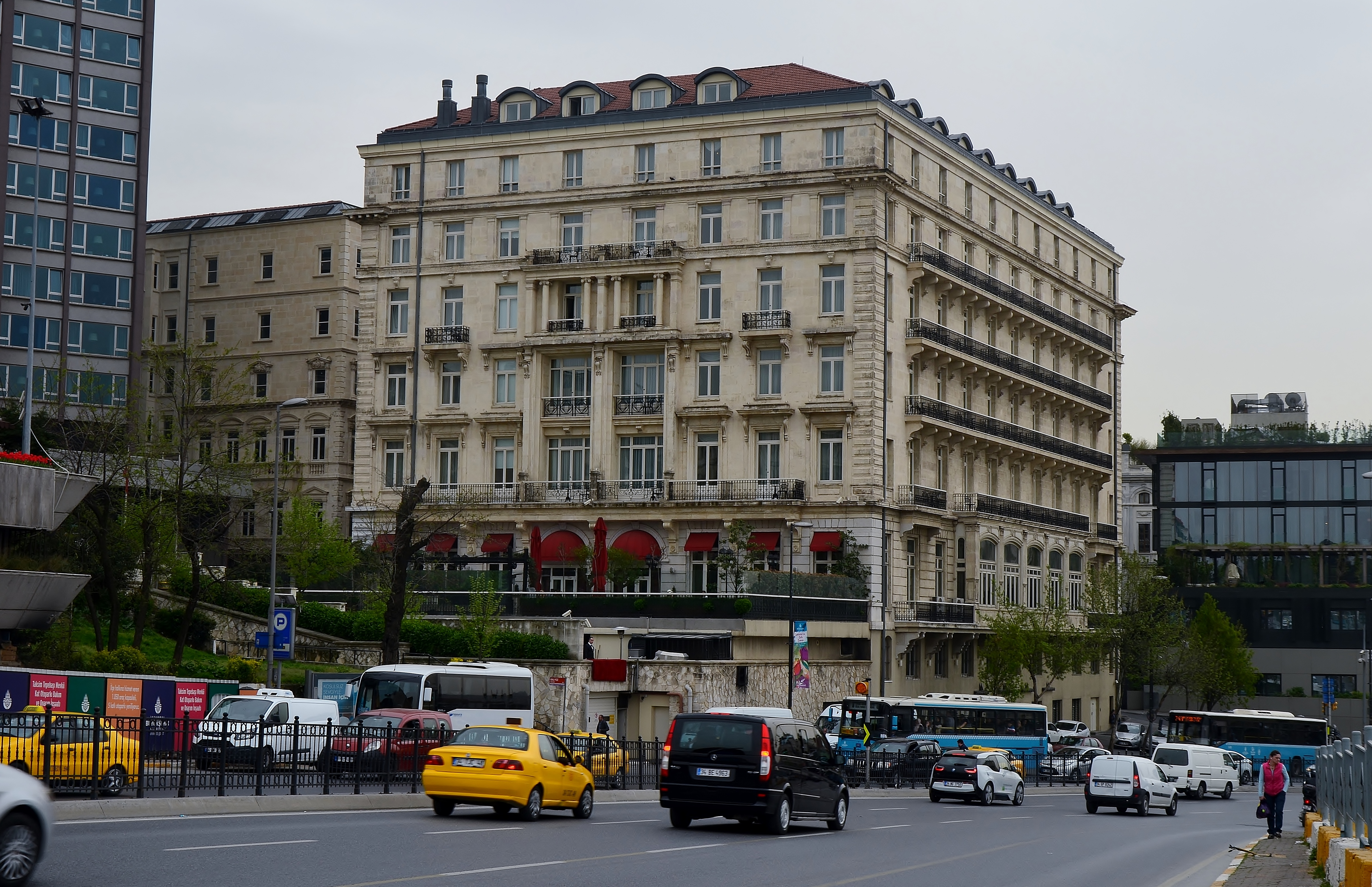
L'Hotel Pera Palas oggi.

A seguito dell'attentato, il proprietario dell'albergo, Misbah Muhayyeş, cercò in tutti i modi di ottenere un risarcimento per ristrutturare il palazzo. Dopo aver mandato la sua richiesta al primo ministro Winston Churchill ed aver cercato di denunciare George Rendel, riuscì ad ottenere solo qualche migliaio di lire turche. L'Hotel Pera Palas aveva subito un duro colpo ed era alla disperata ricerca di clienti, che dopo l'attentato preferivano alloggiare negli altri alberghi del quartiere.
Un cliente però trovava ancora nell'hotel il luogo perfetto per le sue operazioni. Si trattava di Chaim Barlas, il rappresentante dell'Ufficio immigrazione dell'Agenzia ebraica per la Palestina. Barlas era arrivato ad Istanbul nell'agosto del 1940 e poco dopo aveva preso alloggio presso l'albergo. Oltre a trovarsi in un'ottima posizione, lontano dagli ambienti frequentati dagli agenti tedeschi, l'Hotel Pera Palas possedeva un telegrafo che si sarebbe rivelato utile per organizzare l'emigrazione degli ebrei dall'Europa alla Palestina. Istanbul era inoltre abitata da un gran numero di attivisti ebrei, fra questi Sami Gunzberg. Gunzberg era un ebreo di origine ungherese che, oltre ad essere stato il dentista di Atatürk, aveva aiutato la nuova Repubblica di Turchia nel finanziamento dei suoi programmi di industrializzazione. Gunzberg, in contatto con Barlas, usò la sua influenza per spingere il governo turco ad una revisione delle condizioni per l'ottenimento del visto da parte degli ebrei che arrivavano dall'Europa. Il 30 gennaio 1941, il primo ministro İsmet İnönü firmò la nuova legge sul transito. In questo modo, dalla sua stanza all'Hotel Pera Palas, Chaim Barlas fu in grado di salvare numerose vite: già nel dicembre del 1943, 1126 ebrei europei erano riusciti col suo aiuto ad emigrare in Palestina. 
A partire dal 1942 l'ufficio di Istanbul era diventato il centro delle operazioni dell'Agenzia ebraica, da quando quello di Ginevra era stato reso inattivo a causa della pressione nazista. La delegazione palestinese divenne troppo numerosa per rimanere all'Hotel Pera Palas e nel 1944 lo lasciò per trasferirsi in un appartamento privato. L'hotel non si riprese mai del tutto dall'attentato del 1941, fino all'ottobre del 1954, quando Misbah Muhayyeş fu trovato morto nel bagno della sua stanza. Il proprietario lasciò l'edificio a tre enti benefici, che decisero di affidarlo ad una società privata.